# Armati fino ai denti
Armati fino ai denti (Fast Gun) è un film d'azione del 1988, diretto da Cirio H. Santiago.

## Trama
Gli uomini del colonnello della CIA Harper stanno derubando le armerie militari per rifornire i ribelli sudamericani. Si nascondono vicino a Granite Lake, una cittadina sorvegliata dallo sceriffo Jack Steiger. Quando gli uomini del colonnello si scatenano in città, Jack è l'unico che può fermarli.